# 大美華
大美華，是上海市的一家製鞋企業。大美華創立於1940年，由「大陸」、「美生」、「東華」三家公司合併誕生，並因此得名。該公司在2010年被認定為中華老字號企業，並且也是上海老字公司。